# Queijo Serra da Estrela
Il  Queijo Serra da Estrela è un formaggio portoghese prodotto con latte di pecora di razza Bordaleira o di razza Churra Mondegueira allevate nella regione di Serra da Estrela.
Dal giugno 1996, a livello europeo, la denominazione Queijo Serra da Estrela è stata riconosciuta denominazione di origine protetta (DOP)  e suo disciplinare di produzione modificato  nel 2008.

## Descrizione
Ne esistono due tipi che si differenziano per i tempi di stagionatura; 
la durata minima di maturazione del formaggio Serra da Estrela è di 30 giorni; se la maturazione viene effettuata per almeno 120 giorni, il formaggio viene denominato Serra da Estrela Velho.
Ha una forma cilindrica di diametro tra 11 e 20 cm e di altezza da 3 a 6 cm. La pasta è di tipo semimolle e suo colore bianco o giallino (marrone chiaro per il Velho). Suo sapore è dolce e leggermente acidulo, che diventa piccante/salato con la stagionatura (Velho).